# فرویو، شهرستان کوس، اورگن
فرویو (به انگلیسی: Fairview) یک منطقهٔ مسکونی در ایالات متحده آمریکا است که در شهرستان کوس، اورگن واقع شده‌است. فرویو ۳۹٫۹۳ متر بالاتر از سطح دریا واقع شده‌است.